# Taco Hemingway
Taco Hemingway (dawniej FV), właśc. Filip Tadeusz Szcześniak (ur. 29 lipca 1990 w Kairze) – polski raper i tekściarz. Członek duetu Taconafide i współwłaściciel wytwórni 2020.
Według certyfikatów ZPAV sprzedał w Polsce ponad 795 tys. płyt, co czyni go drugim najlepiej sprzedającym się raperem po Liroyu oraz najlepiej sprzedającym się raperem XXI w. w Polsce. Piętnastokrotnie nominowany do nagrody Fryderyka, w tym cztery razy laureat w kategorii Album roku hip-hop oraz jako jedyny artysta zdobył tę nagrodę trzy razy z rzędu. Jest także jedynym raperem nominowanym i nagrodzonym w kategorii Utwór roku. Pierwszy polski artysta, którego utwory zostały odtworzone ponad miliard razy, a także ponad dwa miliardy, na platformie streamingowej Spotify, co czyni go drugim najpopularniejszym polskim artystą streamingowym po Fryderyku Chopinie. W 2019 roku został umieszczony na liście Najbardziej wpływowych Polaków według tygodnika „Wprost”.
Zaczął nagrywać w 2011, wtedy też wypuścił – pod pseudonimem Foodvillain – anglojęzyczny mixtape pt. Who Killed JFK. Rok później przyjął pseudonim Taco Hemingway, pod którym wypuścił anglojęzyczny minialbum pt. Young Hems. W 2014 wydał drugi minialbum, tym razem nagrywany w języku polskim, pt. Trójkąt warszawski. Płyta przyniosła mu rozgłos, dzięki czemu dołączył do wytwórni Asfalt Records, pod której szyldem wydał reedycję Trójkąta Warszawskiego i premierowy minialbum pt. Umowa o dzieło. Te, jak i następne płyty wydane w owej wytwórni, przyniosły mu rozgłos, on sam szybko stał się jednym z najpopularniejszych muzyków w Polsce.
Mimo ogromnej popularności mało udziela się medialnie, rzadko udziela wywiadów i nie występuje w reklamach, poza tym nie przykłada także większej uwagi do nagród i nie odebrał żadnego z przyznanych mu wyróżnień.

## Dzieciństwo
Urodził się 29 lipca 1990 w Kairze. Kiedy miał trzy lata, przeprowadził się z rodzicami do Kantonu, gdzie uczęszczał najpierw do amerykańskiego, a później do chińskiego przedszkola, w którym miał problemy komunikacyjne ze względu na barierę kulturową i językową. Po skończeniu przedszkola w 1996 przeprowadził się z rodziną do Starej Miłosnej. Nie miał problemów z nauką, od najmłodszych lat uczył się mówić w dwóch językach jednocześnie. Jak mówił w wywiadzie z Metro Warszawa, z matką i ze swoją starszą o pięć lat siostrą rozmawiał po angielsku, a z ojcem – po polsku. Rapem zainteresował się dzięki ojcu, z którym od najmłodszych lat słuchał twórczości artystów tego gatunku, a pasję do pisania tekstów zaczerpnął od matki. 
W 2003 rozpoczął naukę w Prywatnym Gimnazjum nr 1 w Warszawie. Jego rodzice rozwiedli się w 2004 ; matka wówczas zaczęła pracę w Brukseli jako specjalistka od HR-u, a ojciec wraz z nową rodziną wyprowadził się do Hiszpanii, gdzie podjął pracę jako kurator sądowy. Szcześniak w 2006 rozpoczął naukę w 33. LO w Warszawie, gdzie poznał swojego przyszłego producenta, Macieja „Rumaka” Ruszeckiego, z którym zaprzyjaźnił się podczas wspólnego wyjazdu na koncert Radiohead w Berlinie. Tam poznał również swojego przyszłego projektanta graficznego, Łukasza Partykę. Wraz z „Rumakiem” zaczęli tworzyć muzykę w kierunku pop/elektroniczną. Po ukończeniu liceum i zdaniu matury w 2009 rozpoczął studia I stopnia na kierunku kulturoznawstwo na Uniwersytecie Warszawskim. W tym samym roku opublikował na platformie YouTube filmik pt. Hitler: w poszukiwaniu elektro, który zyskał popularność w internecie. W 2010 podjął pracę w agencji reklamowej jako copywriter i został tłumaczem, ale – jak powiedział w późniejszym wywiadzie – zrozumiał wówczas, że nie widzi swojej przyszłości w pracy biurowej. 

## Kariera muzyczna

### 2011–2014: Debiut w języku angielskim zWho Killed JFKorazYoung Hems
W 2011 podczas wycieczki w Nowy Jorku zainteresował się twórczością MF Dooma i zamierzał nagrać płytę na instrumentalach stworzonych przez tego amerykańsko-brytyjskiego rapera. Próbował też rapować po polsku, m.in. stworzył kawałek "Tunarzywo", który później opublikował na swoim kanale nw YouTube. W 2012 podjął studia magisterskie na Wydziale Antropologii Uniwersytetu Londyńskiego. Zdalnie z Rumakiem stworzył pierwszy projekt mixtape’u pt. Who Killed JFK. Zaczął publikować, pod pseudonimem Foodvillain, pierwsze piosenki na kanale fvkilledjfk na YouTube. Bezskutecznie próbował zająć się także tworzeniem muzyki. Rapował w piwnicy swojego kolegi. W tekstach nawiązywał do twórczości raperów, takich jak Childish Gambino czy Jay-Z. Projekt nie spotkał się z większym rozgłosem. W 2013 ukończył studia magisterskie i choć planował pozostać w Londynie, to po rozstaniu z ówczesną dziewczyną zmienił plany i wrócił do Warszawy.

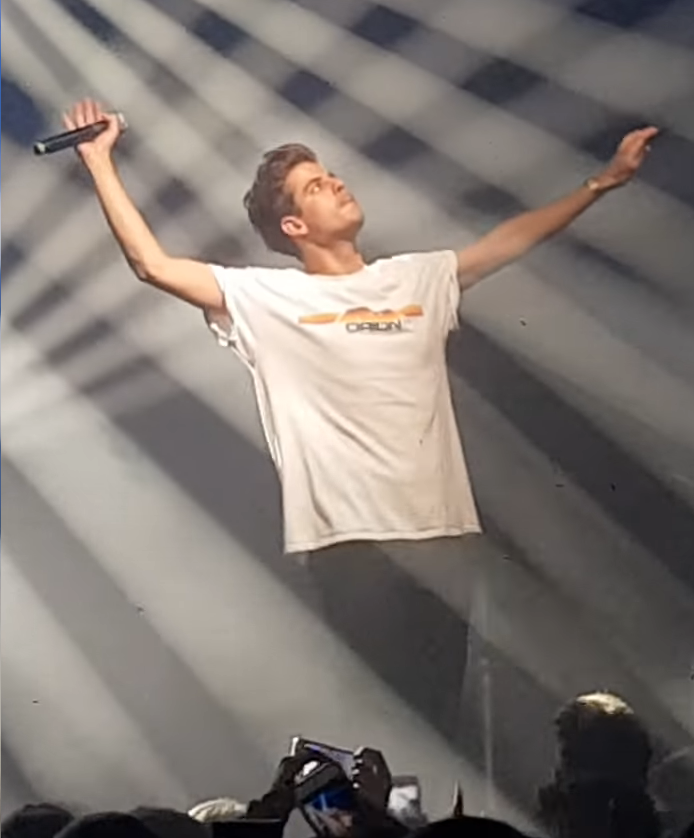
Raper podczas trasy 2017 Tour

Po powrocie do polski wraz z Rumakiem stworzył kolejny projekt muzyczny. 26 grudnia 2013 za pośrednictwem serwisu Bandcamp udostępnił swój anglojęzyczny minialbum pt. Young Hems. Artysta przyjął pseudonim Taco Hemingway, który zaczerpnął z gry piłkarskiej FIFA, w której grał pod takim pseudonimem. Tworząc pseudonim, zdecydował się na połączenie dwóch postaci: pisarza Ernesta Hemingwaya i Taco, jednego z członków hip-hopowej grupy Odd Future. Materiał na płytę nagrywał m.in. w Brukseli w piwnicy w ówczesnym domu jego mamy. Po tym, jak płyta nie uzyskała większego rozgłosu, powrócił do pracy jako tłumacz języka angielskiego, a w międzyczasie pisał materiał na kolejny minialbum. 

### 2014–2016: Debiut w języku polskim, sukcesTrójkąta warszawskiegoorazUmowy o dzieło
19 grudnia 2014 wydał własnym nakładem minialbum pt. Trójkąt warszawski, który udostępnił bezpłatnie w formie digital stream na kanale YouTube i na swojej oficjalnej stronie internetowej. Dzień po premierze płyty zagrał swój pierwszy koncert w Cafe Kulturalna w Warszawie, podczas którego poznał swojego późniejszego menedżera, Jana "Janasa" Porębskiego. Radiowa premiera kawałków z Trójkąta miała miejsce w grudniowej sobotniej audycji Tony z betonu w radiowej Trójce, dla której artysta udzielił również wywiadu. W styczniu 2015 opublikował utwór „Tunarzywo” który nagrał cztery lata wcześniej. W lutym 2015 zagrał koncert w Opolu, a 27 marca 2015 wystąpił w Klubokawiarni Chłodna 25, gdzie premierowo zaprezentował swój nowy album. Wtedy miała też pierwsza premiera fizycznych nośników Trójkąta, w nakładzie tysiąca sztuk. Następny koncert zagrał na Towarzyskiej w warszawie, gdzie premierowo wykonał utwór "Następna stacja". W kwietniu 2015 udzielił wywiadu dla Polskiego Radia Koszalin w audycji Rapnejszyn. Tego samego roku miał wystąpić w akcji promocyjnej portalu PopKiller pt. „Młode Wilki 2015”, ale odmówił udziału w projekcie przez brak czasu. 6 czerwca 2015 wydał cyfrowo singiel „6 zer”, do którego zrealizował teledysk. Singiel okazał się pierwszym większym sukcesem komercyjnym rapera i kluczem do popularności w Polsce. 27 czerwca 2015 wydał minialbum pt. Umowa o dzieło, który udostępnił bezpłatnie w cyfrowych formach: na YouTube i na oficjalnej stronie internetowej.
Początkowo wysyłał swoje płyty do wytwórni Prosto i Alkopoligamii, jednak z braku odpowiedzi wysłał nagrania do Marcina „Tytusa” Grabskiego, właściciela oficyny Asfalt Records. Poznał się wtedy również z raperem Quebonafide, który zaproponował mu dołączenie do jego wytwórni QueQuality, ale nie przyjął oferty. W Asfalt Records nagrania spotkały się z zainteresowaniem Tytusa, co zaowocowało podpisaniem kontraktu wydawniczego. 19 sierpnia 2015 do sprzedaży trafiły reedycje płyt Trójkąt warszawski i Umowa o dzieło, które zyskały ogromny rozgłos, docierając odpowiednio do 3. i 2. miejsca polskiej listy przebojów – OLiS, obie sprzedając się w ilości ponad 10 tys. kopii w dniu premiery. Albumy zostały świetnie przyjęte przez słuchaczy oraz zdobyły same pozytywne opinie krytyków. Album Umowa o dzieło osiągnął do 2017 status złotej płyty. Z kolei pochodząca z albumu Umowa o dzieło piosenka „Następna stacja” zajęła 1. miejsce Listy Przebojów Programu Trzeciego Polskiego Radia i utrzymywała się na nim przez kilka tygodni. Tego samego roku wyruszył w pierwszą trasę koncertową po Polsce, pod nazwą Następna Stacja Tour. W tym samym roku po raz pierwszy wystąpił na Open’er Festival, który zebrał dużą publiczność i był pierwszym wielkim koncertem muzyka. W marcu 2016 został laureatem najważniejszej polskiej nagrody muzycznej – Fryderyka, za album Umowa o dzieło w kategorii Album roku Hip-Hop. Raper nie zjawił się na gali odebrania nagród, a w utworze „Żywot” ujawnił, że w momencie przyznawania nagrody grał w grę komputerową Wiedźmin 3: Dziki Gon. 

### 2016–2018:Wosk, pierwszy LPMarmuroraz sukces kontrowersyjnegoSzprycera

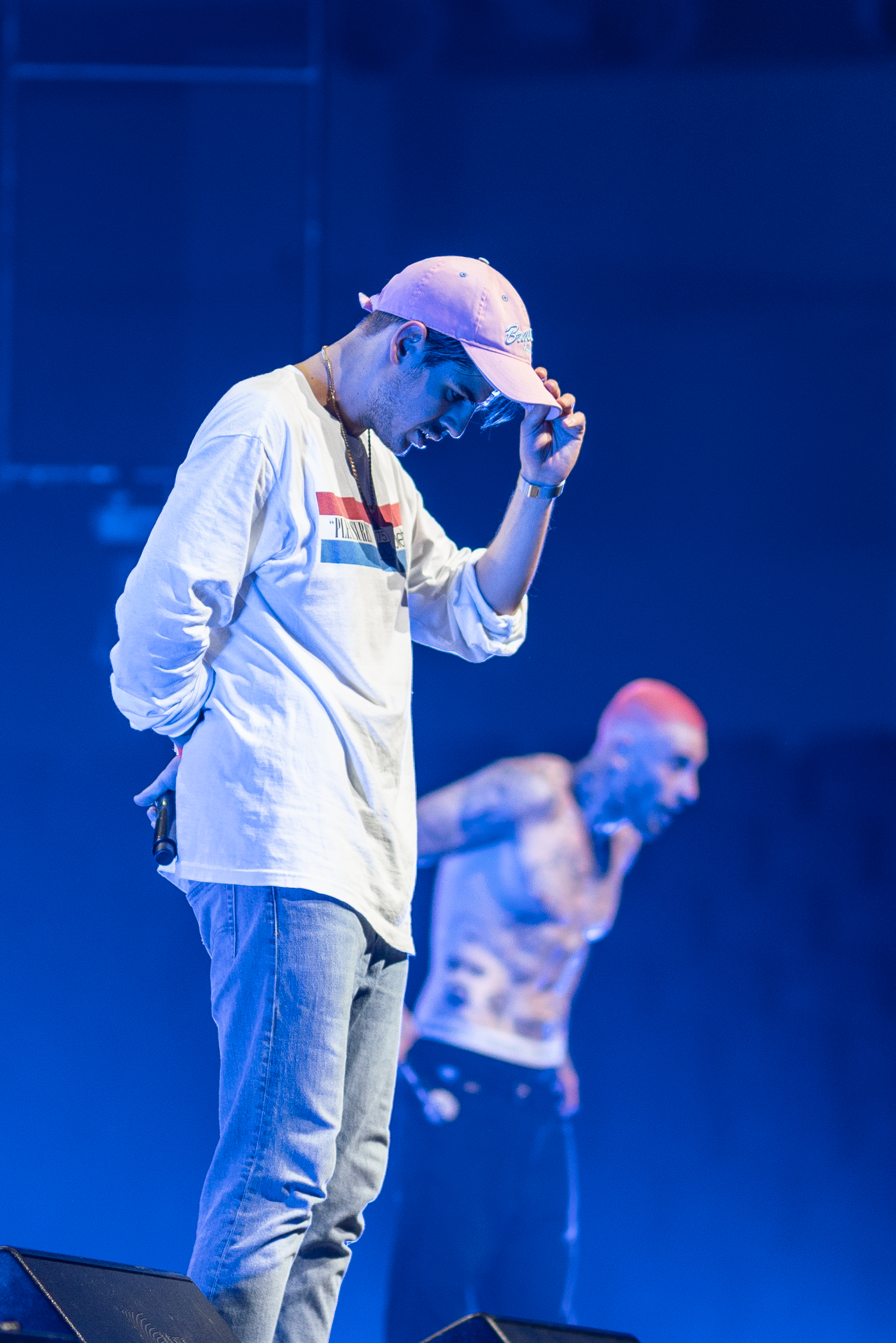
Muzyk wraz z Quebonafide podczas trasy Ekodiesel Tour (2018)

W lutym 2016 zaczął pisać teksty na swój pierwszy album studyjny. W tym samym miesiącu udzielił wywiadu na temat piłki nożnej dla strony Sport.pl, w którym powiedział m.in. o tym, że jest fanem drużyny Tottenham Hotspur. 5 lipca 2016 wydał singiel „Deszcz na betonie”, którym zapowiedział album pt. Marmur. Singiel okazał się hitem w wielu rozgłośniach radiowych, osiągając sukcesy na listach przebojów, m.in. docierając do 1. miejsca radia UWM FM oraz radia RDC. Trafił również na listy przebojów w Polskim Radiu III, Radiu Poznań oraz Radiu Szczecin. 26 lipca 2016 bez zapowiedzi wydał minialbum pt. Wosk, który udostępnił do pobrania za darmo na swojej stronie internetowej. Album spotkał się z dobrym przyjęciem krytyków muzycznych, choć recenzenci zwrócili uwagę na mniej błyskotliwe teksty niż poprzednio oraz na to, że raper miejscami potrafi przynudzać. Utwór z albumu, pt. „Wiatr”, stał się największym przebojem z płyty osiągając prawie 10 milionów wyświetleń w serwisie YouTube.
2 listopada 2016 wydał cyfrowo swój pierwszy album studyjny, Marmur, który dokładnie miesiąc później trafił do sprzedaży fizycznej wraz z płytą Wosk. Albumy, które zadebiutowały kolejno na 3. i 14. miejscu polskiej listy przebojów – OLiS, uzyskały pozytywne, choć trochę słabsze niż poprzednich płyt, oceny krytyków i środowiska. Do lutego 2017 sprzedano ponad 15 tys. kopii Marmuru, który uzyskał status złotej płyty. Utwór z tego albumu, „Święcące prostokąty”, dotarł do 23. miejsca listy Przebojów Programu Trzeciego Polskiego Radia. Raper w tym samym roku wyruszył w drugą trasę koncertową Marmur Tour. Raper Sokół w wywiadzie dla Gazety.pl pochwalił Taco Hemingwaya, dodając że docenia jego pracę. W 2017 po raz kolejny został nominowany do nagrody Fryderyka za album roku hip-hop (za Marmur), ale przegrał z płytą Życie po śmierci O.S.T.R.–a. W 2017 po raz drugi wystąpił na Open’er Festival, tym razem na głównej scenie; podczas wykonywania ostatniego utworu „Następna stacja” z powodu zalania przez deszcz sprzętu producenta musiał dokończyć utwór bez podkładu muzycznego.

Chłopaki niech płaczą, Chłopaki niech wiedzą, że wolno im czuć, (...), Chłopaki niech uczą się używać słów, A nie łapać za gardło, dotrzymywać danego słowa po grób, I nie pakować się w bagno.

W lipcu 2017 zapowiedział nowy minialbum. 30 lipca 2017 wydał singiel „Nostalgia”, do którego powstał klip i minialbum pt. Szprycer, który w wersji fizycznej miał premierę 25 sierpnia. Płyta zadebiutowała na 1. miejscu polskiej listy przebojów – OLiS. Raper zmienił stylistykę na albumie, przez co został słabo przyjęty przez środowisko i krytyków. Z utworem „Nostalgia” trafił na listy przebojów radiowych. Płyta, tak jak każda poprzednia, była udostępniona za darmo do pobrania na stronie internetowej rapera. Po premierze płyty muzyk wyruszył w trasę koncertową 2017 Tour, podczas której zagrał koncerty w 13 miastach, sprzedając łącznie ponad 23 tys. biletów. Zwieńczeniem trasy był występ w warszawskim Torwarze, gdzie raper wypełnił całą halę ponad 6 tysiącami osób. W tym samym okresie nagrał także utwór z Otsochodzi „Nowy kolor” wraz z teledyskiem. Piosenka stała się hitem, a wideoklip w kilka miesięcy od premiery obejrzało ponad 25 milionów osób na platformie YouTube. Utwór również został wybrany singlem roku 2017 według serwisów: Glamrap, Newonce i Interia. Piosenka dotarła także do 4. miejsca na liście przebojów Radia Poznań, została nominowana do nagrody Fryderyki 2019 za przebój roku i uzyskała certyfikat diamentowej płyty. W październiku raper wypuścił limitowaną liczbę koszulek, bluz i czapek, które były wzorowane na motywach jego płyt. W 2017 wyszedł również remix utworu „Marsz, marsz” pt. „Gdybyś nie istniała” autorstwa Szustego, który w kilka miesięcy stał się najpopularniejszym utworem artysty na platformie YouTube. W grudniu program Saturday Night Live Polska stworzył parodię utworu „Nostalgia” wraz z teledyskiem. Wiosną 2018 za Szprycer uzyskał nagrodę Fryderyka za album roku hip-hop, ale nie pojawił się na gali odebrania wyróżnień. Również do marca 2018 płyta sprzedała się w ponad 30 tys. kopii, zdobywając status platynowej.

### 2018–2019: Ogromny sukces zespołu Taconafide orazCafé BelgaiFlagey
W marcu 2018 ogłosił, że nagra płytę z Quebonafide. 16 marca 2018 ukazał się pierwszy singiel duetu Taconafide pt. „Art-B” na kanale wytwórni QueQuality. Wraz z premierą wystartował preorder albumu. Raperzy zapowiedzieli wspólną, ogólnopolską trasę koncertową promującą płytę pt. Ekodiesel Tour. Artyści w dwa tygodnie wyprzedali bilety na koncert w Torwarze i w szybkim tempie wyprzedali resztę koncertów na wielkich halach w Polsce. Jest to największy sukces komercyjny dotyczący koncertów w historii polskiego rapu.

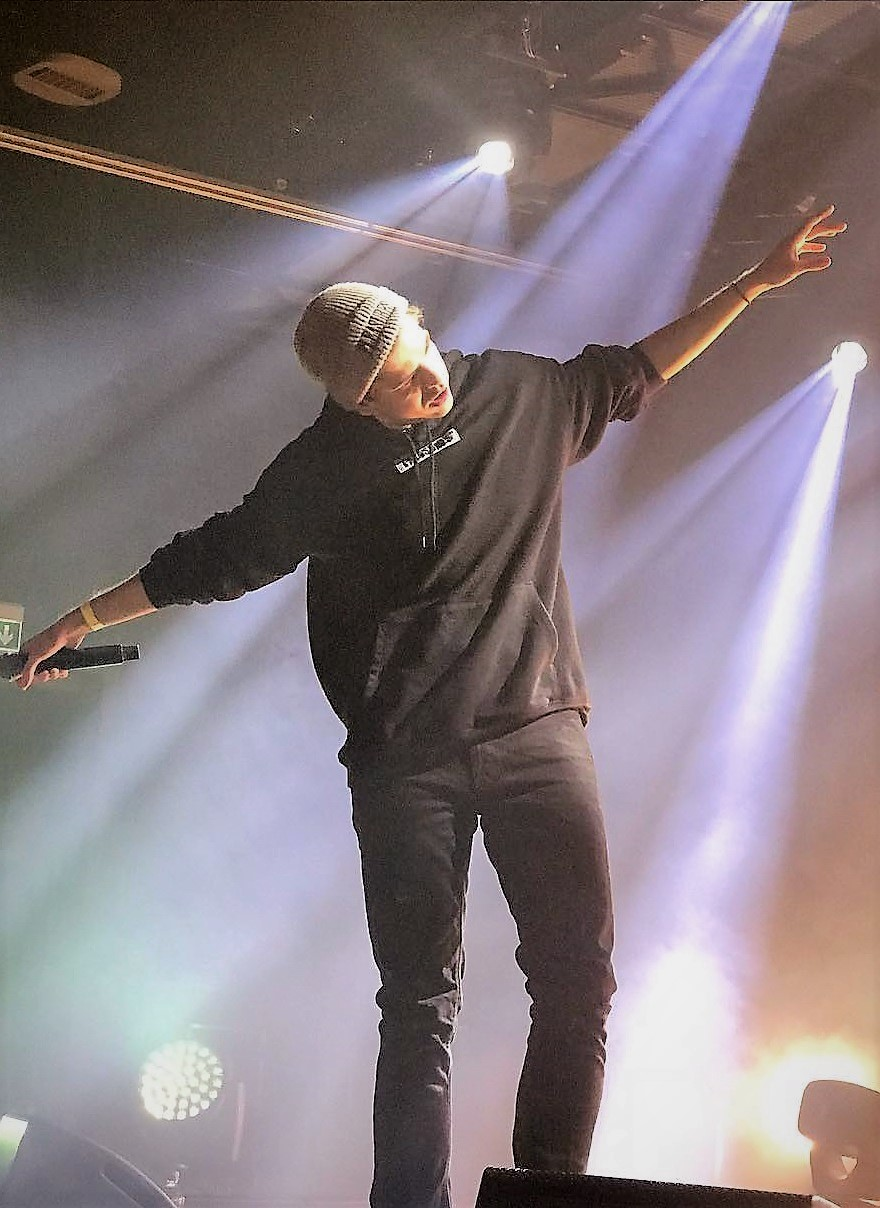
Raper podczas trasy Café Belga Tour, 2018

22 marca 2018 wydali drugi singiel pt. „Tamagotchi” wraz z teledyskiem. Piosenka osiągnęła sukces komercyjny, docierając do 22. miejsca listy najlepiej sprzedających się singli w Polsce – AirPlay. Utwór pobił rekord Eda Sheerana w kategorii najczęściej słuchanego singla w serwisie Spotify w Polsce. Utwór utrzymywał się tydzień na 1. miejscu karty czasu serwisu YouTube osiągając ponad 10 mln wyświetleń w 10 dni, a ostatecznie uzyskał wynik ponad 100 mln wyświetleń. Utwór okazał się również przebojem radiowym, trafiając na szczyty listy przebojów w wielu rozgłośniach, m.in. radiu Eska, Radiu Szczecin, Radiu Trójka czy RMF FM. 23 marca producent Supremé na swoim profilu na Instagramie zapowiedział utwór pt. „Girø”, który pojawi się na płycie. 27 marca zostały ujawnione dodatki do edycji limitowanej oraz zagadkowe grafiki zapowiadające gościnne występy na albumie.
1 kwietnia 2018 na instagramowym koncie Taconafide pojawiła się cała tracklista albumu, zatytułowanego Soma 0,5 mg, a także materiału bonusowego o nazwie 0,25 mg. Ujawniono również producentów oraz gości na dodatkowym CD, którymi okazali się: Bedoes, Kękę, Paluch, Kaz Bałagane, Dawid Podsiadło oraz Białas. Singiel Tamagotchi ustanowił również rekord na Spotify jako najczęściej słuchany utwór w przeciągu tygodnia, osiągając 1 797 617 odsłuchów (wcześniej rekord należał do Eda Sheerana z wynikiem 767 383 odtworzeń). W kwietniu 2018 wydali single: „Metallica 808” i „Kryptowaluty”, a także cały album pt. Soma 0,5 mg, która w całości została opublikowana na youtubowych kanałach Taco i QueQuality i na serwisach streamingowych. Parę dni po premierze na serwisach streamingowych został również udostępniony dodatkowy materiał dodawany do płyty. Płyta trafiła na pierwsze Top 15 w serwisie Spotify i zebrała mieszane oceny krytyków; większość zarzuciła raperom, iż projekt jest nastawiony na sukces komercyjny. Album zadebiutował na 1. miejscu polskiej listy przebojów – OLiS, sprzedając się w ponad 30 tys. egzemplarzy, za co raperzy uzyskali certyfikat platynowej płyty. Płyta była również najlepiej sprzedającym się albumem w Polsce w kwietniu i maju 2018. 4 lipca 2018 albumowi przyznano status podwójnej platynowej płyty, za sprzedaż 60 tys. egzemplarzy. Płyta była również najlepiej sprzedającym się krążkiem pierwszego półrocza w Polsce. 6 lipca raper wystąpił na Open’er Festival w Gdyni, tym razem z Quebonafide. Muzycy zapowiedzieli uprzednio, że będzie to ich ostatni koncert w duecie. Według medialnych relacji, zgromadzili kilkudziesięciotysięczną publiczność, największą spośród polskich wykonawców w historii Open’era.

Sprawdzam sobie własną Wikipedię, widzę znowu same dzikie brednie.

W zinie dodawanym do zamówienia przedpremierowego zapowiedział, że wyda w tym roku jeszcze dwa solowe projekty. Od połowy 2018 raper częściowo przeprowadził się z powrotem do Londynu do swojej dziewczyny. Pierwszy z nich, to drugi studyjny album artysty pt. Café Belga, został wydany bez zapowiedzi 13 lipca 2018. Drugi z nich to minialbum dodawany do albumu pt. Flagey. Muzyk zadebiutował z płytą na 1. miejscu polskiej listy przebojów – OLiS. Album dwa tygodnie po premierze otrzymał status złotej płyty. Album zebrał zróżnicowane oceny, w większości pozytywne, krytycy chwalili album i twierdzili, że jest lepszy w porównaniu do Szprycera i Somy 0,5 mg. Pochodzący z albumu Café Belga utwór „Fiji” trafił na listy przebojów radiowych radia RMF Maxxx i Eska oraz dotarł na 26. miejsce listy najlepiej sprzedających się singli w Polsce – AirPlay. Pod koniec 2018 raper wyruszył w trasę koncertową pt. Café Belga Tour, podczas której odwiedził największe miasta Polski. Wraz z trasą ruszyła limitowana kolekcja ubrań dostępna na stronie sklepowej wytwórni Asfalt Records. W październiku 2018 jako część grupy Taconafide został nominowany do Europejskiej Nagrody Muzycznej MTV dla najlepszego polskiego wykonawcy. Też w październiku tego samego roku album Soma 0,5 mg rozszedł się w ponad 90 tys. egzemplarzy, zdobywając status potrójnej platynowej płyty. Również album Café Belga do końca października rozszedł się w ponad 30 tys. kopii, uzyskując status platynowej płyty. Zdaniem mediów, do końca 2018 album Soma 0,5 mg sprzedał się w około 100 tys. egzemplarzy płyt, a w 2019 przyznano jej status diamentowy za sprzedaż ponad 150 tys. kopii. W 2019 roku raper dostał aż siedem nominacji do nagrody Fryderyków, w tym album Soma 0,5 mg wygrał w kategorii album roku hip-hopu.

### 2019–2020: SukcesPocztówki z WWA, lato ’19, politycznyJarmark iEuropa

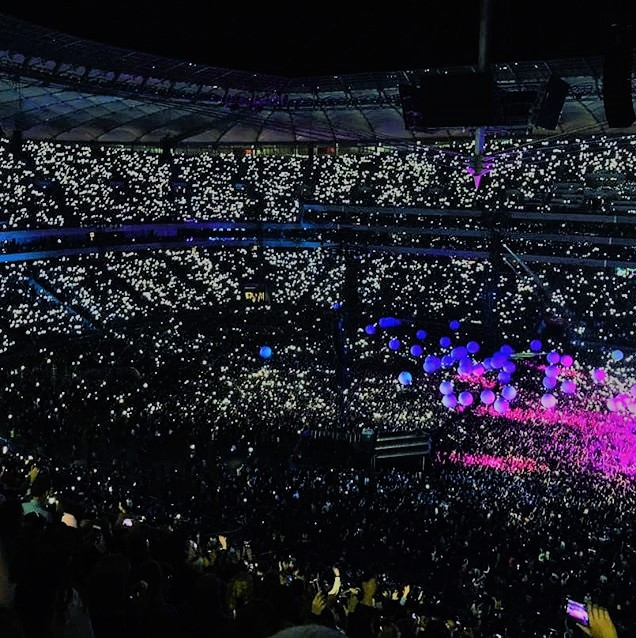
Taco Hemingway wraz z Dawidem Podsiadło podczas koncertu na Stadionie Narodowym, 2019

Choć w piosence Café Belga zapowiadał możliwą przerwę od muzyki w 2019, to 7 lutego w internecie ukazało się zdjęcie, na którym można było zobaczyć rapera podczas sesji nagraniowej w studiu. 9 lutego 2019 do internetu wyciekł fragment nowego utworu muzyka, który to wytwórnia Asfalt Records próbowała bezskutecznie usuwać. 12 lutego tego samego roku wystąpił gościnnie w singlu Bedoesa „Chłopaki nie płaczą”, a dziennik Newonce umieścił jego zwrotkę w rankingu „5 kawałków, które przesunęły granice tego, co wolno, a czego nie w polskim rapie”. W kwietniu tego samego roku, na profilu instagramowym studia nagraniowego w którym pracuje raper, pojawił się wpis potwierdzający powstawanie nowej płyty. W maju 2019 razem z Dawidem Podsiadło ogłosił koncert na Stadionie Narodowym w Warszawie, jednocześnie jedyny jego koncert w tym roku. Wydarzenie zdobyło duży rozgłos i już w niemal trzy godziny wszystkie bilety, czyli 73 tys. miejsc, zostały wyprzedane, czym artyści pobili rekord Polski.
16 lipca 2019 zapowiedział premierę albumu pt. Pocztówka z WWA, lato ’19 na 9 sierpnia i rozpoczął przedsprzedaż albumu. Poinformował, że pomimo zapowiadanej przerwy, nie mógł się powstrzymać i jak co roku wyda nowy album w lato. Po raz pierwszy na płycie zaprosił gości, wśród nich znaleźli się Pezet, Dawid Podsiadło, Schafter, Kizo i Rosalie.. 23 lipca 2019 album niespodziewanie został wydany w wersji elektronicznej w serwisie YouTube i w serwisach streamingowych, poza tym – jak zawsze – został udostępniony do pobrania za darmo w standardzie MP3 na swojej stronie internetowej. Płyta zadebiutowała na pierwszym miejscu polskiej listy sprzedaży – OLiS i utrzymała się na szczycie zestawienia przez trzy tygodnie. Album w przedsprzedaży sprzedał się w 15 000 egzemplarzy, a 21 sierpnia 2019 roku otrzymał certyfikat złotej płyty od ZPAV. Płyta zebrała generalnie dobre oceny krytyków. Utwory z płyty pt. „W piątki leżę w wannie” oraz „Sanatorium” trafiły na listy przebojów w polskich radiach. 15 sierpnia artysta wystąpił gościnnie w singlu Kizo „Niebieski Bentley”. Wystąpił gościnnie również w utworze Pezeta „2K30” z albumu pt. Muzyka Współczesna. 30 października 2019 album uzyskał status platynowy za sprzedaż ponad 30 tys. egzemplarzy. Ostatecznie do 2024 roku album zyskał status diamentowej płyty, rozchodząc w 150 tys. egzemplarzy i stając się solowym największym sukcesem sprzedażowym rapera.

W kraju, w którym ludzie nienawidzą swoich rodaków, (...), Ciągle martwię się o młodych Polaków, Jedyny pomysł to się zabić lub sp***olić na zachód, Chociaż w sumie nie, bo się bardzo boisz arabów, boisz pe**łów, boisz wrogów oraz swoich sąsiadów.

W październiku 2019 zajął 10. miejsce na liście „Najbardziej wpływowych Polaków 2019” według dziennika Wprost. 6 listopada 2019 wystąpił gościnnie w singlu Schaftera „bigos”, do którego powstał teledysk. Utwór zajął 1. miejsce na kartach czasu w platformach YouTube i Spotify. Również w listopadzie wystąpił gościnnie w dwóch utworach na płycie Bedoesa pt. Opowieści z Doliny Smoków. Z początkiem 2020 ruszył w szóstą trasę koncertową pt. Pocztówka z Polski Tour, ale trasa została przełożona na późniejszy termin z uwagi na pandemię COVID-19. Album Pocztówka z WWA zdobył nominacje do wielu nagród m.in. do Fryderyków 2020 czy Bestsellerów Empiku 2019 oraz był dziesiątą pod względem sprzedaży płytą w Polsce. W trakcie trwania pandemii COVID-19 wziął udział w akcji #hot16challenge2, promującej zbiórkę funduszy na rzecz personelu medycznego. Sam przekazał na ten cel 100 tysięcy złotych. W swojej zwrotce zapowiedział, że może wyda kilka płyt w lipcu. 25 czerwca 2020 zapowiedział nagrywanie nowej płyty w studiu Nagrywaka. 3 lipca wystąpił gościnnie w singlu Artura Rojka „A miało być jak we śnie”, do którego powstał teledysk. W lipcu 2020 wspólnie z grupą PRO8L3M założył wydawnictwo muzyczne o nazwie 2020.

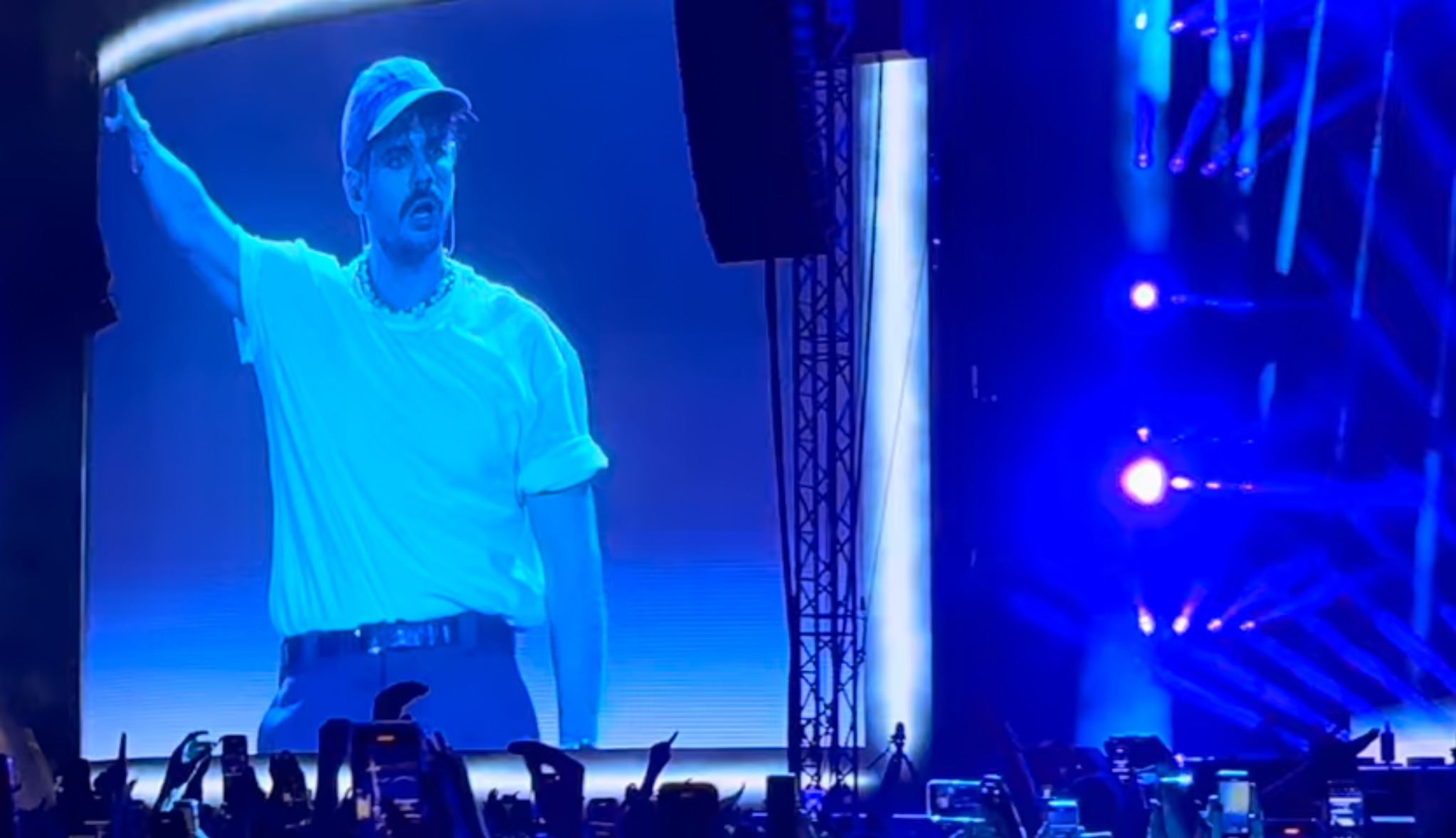
Taco Hemingway na Stadionie PGE Narodowym w Warszawie (2024)

10 lipca 2020, dzień przed ciszą wyborczą, wydał singiel „Polskie tango”, w którym przedstawia polską mentalność, wyraził zmartwienie stanem kraju i skrytykował sytuację polityczną w Polsce. Singiel, którym zapowiedział album pt. Jarmark, pobił dzienny rekord odtworzeń na Spotify w Polsce, który poprzednio również należał do jego utworu „W piątki leżę w wannie”, zdobywając przy tym ponad 560 tys. odtworzeń. W serwisie YouTube zdobył ponad 2,5 mln wyświetleń w 24 godzin od publikacji, również bijąc rekord. 28 lipca ogłosił, że premiera płyt została przesunięta z lipca na przełom sierpnia/września. 29 lipca 2020 w urodziny rapera wyszedł singiel „Michael Essien Birthday Party”, zapowiadając wydanie albumu pt. Europa. Tego samego dnia uruchomił przedsprzedaż obu płyt. 28 sierpnia 2020 niespodziewanie wydał Jarmark w serwisach streamingowych i udostępnił do pobrania za darmo na swojej stronie internetowej. 4 września 2020 Europa i Jarmark trafiły do sprzedaży w wersji fizycznej, a pierwsza z płyt została udostępniona także w serwisach streamingowych i do pobrania za darmo na stronie internetowej rapera. Artysta po raz piąty z rzędu zadebiutował na pierwszym miejscu listy OLiS z albumem Jarmark, na drugim miejscu znalazł się album Europa. Wraz z płytami, razem na liście znalazło się aż siedem albumów artysty, czym raper zrównał rekord Czesława Niemena co do liczby płyt w jednym notowaniu OLiS. Albumy 24 września 2020 uzyskały status złotej płyty. Jarmak zebrał mieszane oceny, a krytycy zarzucali mu, że w poruszanych przez niego trudnych tematach, takich jak polityka kraju czy polski kościół, za często rzuca truizmami i banałami, nie mając nic ciekawego do powiedzenia. Niektórzy krytycy z kolei chwalili rapera za to, że próbuje poruszać takie tematy publicznie i nauczać młodzież. Album Europa zebrał średnie oceny, krytycy zarzucali, że album jest nierównomierny, miejscami ciekawy, a z kolei później robi się już miejscami miałki. W tym samym roku dostał dwie nominacje do Fryderyków 2021: za album roku hip-hop (Jarmark) i utwór roku („Polskie tango”); zdobył nagrodę w drugiej kategorii.

### 2020–2023: Wytwórnia 2020,club2020i przerwa w solowej karierze
W 2020 w wywiadzie dla serwisu newonce zapowiedział, że chce się zająć wydawaniem i pomaganiem nowym młodym artystom w swojej wytwórni. W grudniu 2022 dograł się grupie 2115 do utworu "Dresscode", który okazał się hitem i zdobył wysokie miejsca na listach przebojów. Wszedł w skład supergrupy club2020, składającej się z artystów związanych z jego wytwórnią 2020. 10 marca 2023 odbyła się premiera nagranego przez grupę albumu club2020. Album promowała seria filmów dokumentujących jego nagrywanie, zaś sama płyta powstawała w Plenum, specjalnie w tym celu zaaranżowanej przestrzeni w Stoczni Gdańskiej. Album zadebiutował na 1. miejscu list OLiS, a największym przebojem z albumu okazał się singiel "Malibu Barbie", który dotarł do 2. miejsca listy OLiS i 1. miejsca Radia Eska, a także uzyskał status platynowej płyty. Oprócz tego raper wziął udział w nagraniach do teledysków singli "club2020" oraz "Malibu Barbie". Ostatecznie album otrzymał status platynowej płyty za sprzedaż 30 tys. kopii. 30 czerwca 2023 odbył się koncert clubu2020 na mainstage Open’er Festivalu w Gdyni, a 3 lipca raper po raz czwarty wystąpił na głównej scenie Open’er Festivalu, gdzie z powodu złych warunków pogodowych i nieobecności Dua Lipy, zaśpiewał jej utwór "Levitating".

### Od 2023: Powrót z1-800-Oświecenie

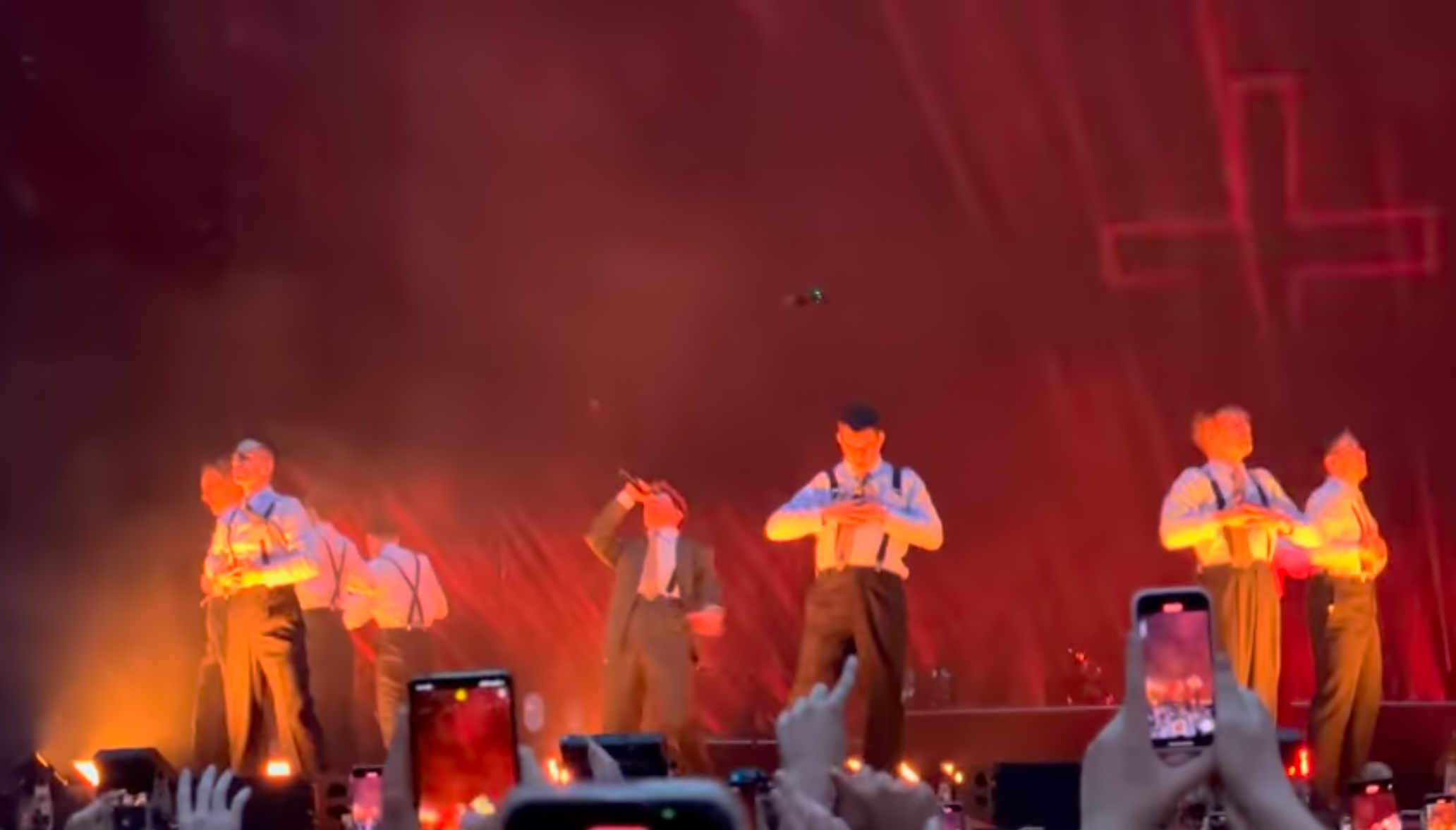
Taco Hemingway wraz z chórem podczas trasy 1-800-Tour na Stadionie PGE Narodowym w Warszawie (2024)

Pod koniec lipca 2023 media obiegła plotka, jakoby raper miał powrócić z albumem. Po trzyletniej przerwie w solowej karierze, 17 sierpnia 2023 z zaskoczenia odbyła się premiera podwójnego singla „Gelato” i „Makarena Freestyle”. Do obu utworów pojawiły się teledyski, w tym teledysk do „Gelato” w którym zawarto sporo nawiązań do poprzednich płyt rapera, został wyreżyserowany przez partnerkę rapera, Igę Lis. Tym samym muzyk zapowiedział na 22 września 2023 premierę albumu 1-800-Oświecenie. Tego samego dnia ruszyła też przedsprzedaż albumu, który – pomimo przeciążonej strony i trudności z zamówieniem – w mniej niż 24 godziny rozszedł się w 15 tys. egzemplarzy, osiągając status złotej płyty. Single wzbudziły ogromne zainteresowanie słuchaczy, ale spotkały się z mieszanym odbiorem wśród niektórych krytyków i fanów. Mimo to singel „Gelato” zdobył wysokie miejsca w kilku radiach w Polsce. O północy 22 września na Youtube oraz Spotify opublikowano pełną wersję albumu. Album zadebiutował na 1. miejscu list OLiS i spędził na pierwszym miejscu nim 3 tygodnie, wyrównując rekord swojej płyty Pocztówki z WWA, lato '19. Na platformie Spotify pobił rekord Maty i został najczęściej streamowanym artystą w ciągu jednego dnia oraz jego album został najczęściej streamowanym albumem w ciągu jednego dnia. Wszystkie utwory z płyty trafiły do Top 30 OLiS Streaming oraz Top Spotify Poland. Po 2 tygodniach album zdobył status platynowy, po 3 uzyskał status podwójnej platyny sprzedając się w nakładzie 60 tys. sztuk, natomiast na początku 2024 roku uzyskał status potrójnie platynowy, zaś 5 czerwca 2024 poczwórnie platynowy. 21 listopada 2024 album otrzymał status diamentowej płyty. Album spotkał się z lepszym odbiorem krytyków niż dwie poprzednie płyty wydane w 2020 roku, a utwór „Całe lata” trafił do rozgłośni radiowych. Album 1-800 Oświecenie był najpopularniejszym albumem w Polsce w 2023 roku, w tym najpopularniejszy w sprzedaży fizycznej i 14. w skali odtworzeń w serwisach strumieniowych, jest to pierwsze takie wyróżnienie w karierze rapera. Dodatkowo został nominowany do Fryderyków 2024 w kategorii Album roku hip-hop oraz Artysta roku, a także zdobył nagrodę Bestsellerów Empiku 2023 oraz Albumu roku 2023 na gali Popkilerów 2023. W 2024 odbył trasę koncertową pt. 1-800-TOUR, którą zwieńczył finał na Stadionie Narodowym w Warszawie, będąc tym samym pierwszym polskim raperem który zagrał solowy koncert na tym stadionie.

## Życie prywatne
Cierpi na astmę. Zmagał się z depresją.

## Styl muzyczny
Jestem głosem pokolenia, które nie ma nic do powiedzenia. Mimo to relacjonuje wszystko, wszystkie posiedzenia. Każde wyjście, kino, szybkie piwo, jeszcze szybszą miłość.

Jak wymienia w wywiadach, wpływ na jego styl rapowania mieli wykonawcy tacy jak m.in.: Kanye West, Kendrick Lamar, Drake, MF Doom, Eminem, Childish Gambino, Action Bronson, Earl Sweatshirt, Tyler, the Creator i The Notorious B.I.G., a także: Sokół, Pezet, Małpa, Łona, Fisz i Ten Typ Mes. Podczas pisania swoich tekstów zwraca uwagę na sylabizm oraz rymy potrójne lub poczwórne. Rapowanie Taco na pierwszym albumie było kojarzone bardziej z recytowaniem, niż z samym rapowaniem. Jego albumy często są spójne tematycznie, płyty takie jak Trójkąt warszawski czy Marmur opowiadają jedną zwartą historię. Motywem przewodnim twórczości rapera jest storytelling, czyli opisywanie otaczającej rzeczywistości. Izabela Stackiewicz w swojej recenzji albumu Marmur dla strony WPolityce.pl stwierdziła, że „Taco Hemingway ma szansę stać się pomostem między światem pop, rapem i poezją”. Dziennikarz Marek Fall w recenzji płyty Umowa o Dzieło dla serwisu Onet.pl, stwierdził, że „jego piosenki spodobały się nawet tym, którzy na co dzień nie słuchają rapu”. Sam raper w jednym z utworów stwierdził, że jest połączeniem Czesława Miłosza i The Notoriousa Biggiego. Artysta często przywiązuje uwagę do miejsca podczas pisania tekstów. Raper często wspomina i opisuje Warszawę, szczególnie na takich albumach jak Umowa o dzieło, Trójkąt warszawski czy Szprycer. Wyjątkami są albumy Marmur, Café Belga oraz EP Wosk, gdzie rapuje również o Trójmieście, Brukseli czy Londynie. Na albumie Marmur stworzył swoje alter-ego muzyczne, które w przeciwieństwie do niego chce być wielką gwiazdą muzyczną i tworzyć albumy mające przede wszystkim zapewnić pieniądze i sukcesy.
Od albumu Szprycer zmienił swój styl rapowania i powiększył swój warsztat artystyczny o śpiew. Również od tamtej pory nakłada efekty Auto-Tune na swój głos. Zmianie uległa tematyka tekstów, które stały się bardziej lekkie i imprezowe, wpisujące się w nurt muzyki komercyjnej. Zmieniła się także warstwa muzyczna – Taco odszedł od oldschoolowych, samplowanych produkcji i zaczął wybierać na swoje albumy bardziej energiczne, nowoczesne brzmienia. Na następnych albumach, takich jak Café Belga czy Pocztówka z WWA, Lato '19, raper zaczął łączyć pop i trap z rapem alternatywnym. W swoich tekstach zaczął również umieszczać wątki polityczne, co jest szczególnie zauważalne na płycie Pocztówka z WWA, Lato '19, gdzie muzyk rapuje o problemach politycznych które dotykają Polaków. W 2020 roku artysta wydaje płytę Jarmark, która, w przeciwieństwie do jego innych albumów, jest prawie w całości albumem poświęconym poglądom polityczno-światopoglądowym rapera, atakuje w nim polskie partie prawicowe, jak i lewicowe, Kościół oraz influencerów których oskarża o ogłupianie społeczeństwa. Rapuje w nim także o wpływie pornografii oraz narkotyków na polską młodzież. Powraca także do storytellingów znanych z takich albumów jak Marmur czy Trójkąt Warszawski.

## Wizerunek medialny
Mój kraj wyszedł z klatki, teraz się mota. Moim krajem może rządzić byle miernota. W moim kraju ta oświata to jest ciemnota.

Znany jest z tego, że mało udziela się medialnie. Dotychczas w swojej karierze nie udzielił żadnego wywiadu przed kamerą, jednakże udzielił kilku wywiadów radiowych, na początku swojej działalności m.in. dla Polskiego Radia Koszalin oraz Trójki. W 2015 odmówił wywiadu dla portalu NaTemat.pl, wyjaśniając, że nie rozmawia z dziennikarzami z powodu szukania na siłę skandali i przypinania mu łatek „korporapera”. Sporadycznie udziela się również w mediach społecznościowych, takich jak Instagram czy Facebook oraz nie reklamuje żadnych marek. Nie pojawia się też na galach rozdania nagród; w 2015 oraz 2018 nie odebrał wygranej statuetki podczas gali rozdania Nagród Muzycznych Fryderyka. W utworze „515” wyjaśnił, że „nie biega po galach, bo nie jest celebrytą”.
Każdy album rapera można pobrać za darmo z jego własnej strony internetowej. W 2019 wytłumaczył, iż jest spowodowane to tym, że jako dziecko nabywał wiele razy nielegalnie albumy muzyczne i przy premierze Trójkąta warszawskiego, przyrzekł sobie, że każdy jego album będzie można pobrać za darmo.
W 2018 wokalista zespołu Lady Pank, Janusz Panasewicz, w wywiadzie dla serwisu Onet.pl stwierdził, że „ktoś taki, jak Taco Hemingway, powinien częściej zabierać głos w sprawach politycznych w swoich utworach”. Raper jednak już w utworze „Wosk” zaznaczył, że nie zamierza rapować o polityce. Odwołania do kwestii politycznych umieścił jednak w utworach na albumie Pocztówka z WWA, Lato '19. W lipcu 2020 wydał „Polskie Tango” (singel promujący nową płytę Jarmark), w którym przedstawił jawne nawiązania do polityki.

Druga strona też nienawidzi. Jesteś z małego miasta - elita się Ciebie brzydzi. Jeżeli ze wsi to im się nawet już nie chcę szydzić. Bo dla nich nie istniejesz, jak TVN cię nie widzi.

W 2018 do wydanej płyty Café Belga został dołączony wywiad w formie pisanej, przeprowadzony w Brukseli z dziennikarzem Markiem Fallem. W 2018 media plotkarskie obiegła informacja, jakoby raper miał zakończyć wieloletni związek ze swoją dziewczyną Katarzyną Kundą, o której wspominał wiele razy w swoich piosenkach np. takich jak „515” czy „900729”. Doniosły również o tym, że muzyk zaczął spotykać się z modelką Igą Lis, córką Tomasza Lisa i Kingi Rusin. Parę dni później Internet obiegły zdjęcia, na których widziano parę razem. Na albumie Café Belga raper wspomniał o dziewczynie w kilku utworach, a w ostatniej anglojęzycznej piosence wyznał jej miłość oraz skrytykował media plotkarskie za wtrącanie się do jego życia. Zarapował tam prześmiewczo, w przetłumaczeniu na polski: „Powiem to teraz i upewnijcie się, że nie mamroczę... Jestem w niej zakochany... Proszę bardzo, wrzuć to do swojego artykułu”. W wywiadzie dla książki To nie jest hip-hop. Rozmowy II, przyznał, że po zdobyciu większej popularności niemal przestał wychodzić z domu. Pod koniec 2020 trafił na nagłówki mediów, jakoby miał wziąć dużą kwotę z tarczy antykryzysowej jako zapomogę dla artystów poszkodowanych pandemią COVID-19, portale zarzuciły mu branie pieniędzy od rządu, który krytykował w utworach. Hemingway wydał oświadczenie, w którym zaprzeczył plotkom oraz skrytykował artystów, którzy pobrali pieniądze, a także rząd, dodając, że są bardziej wymagające pomocy obszary w polskiej gospodarce.

## Książka

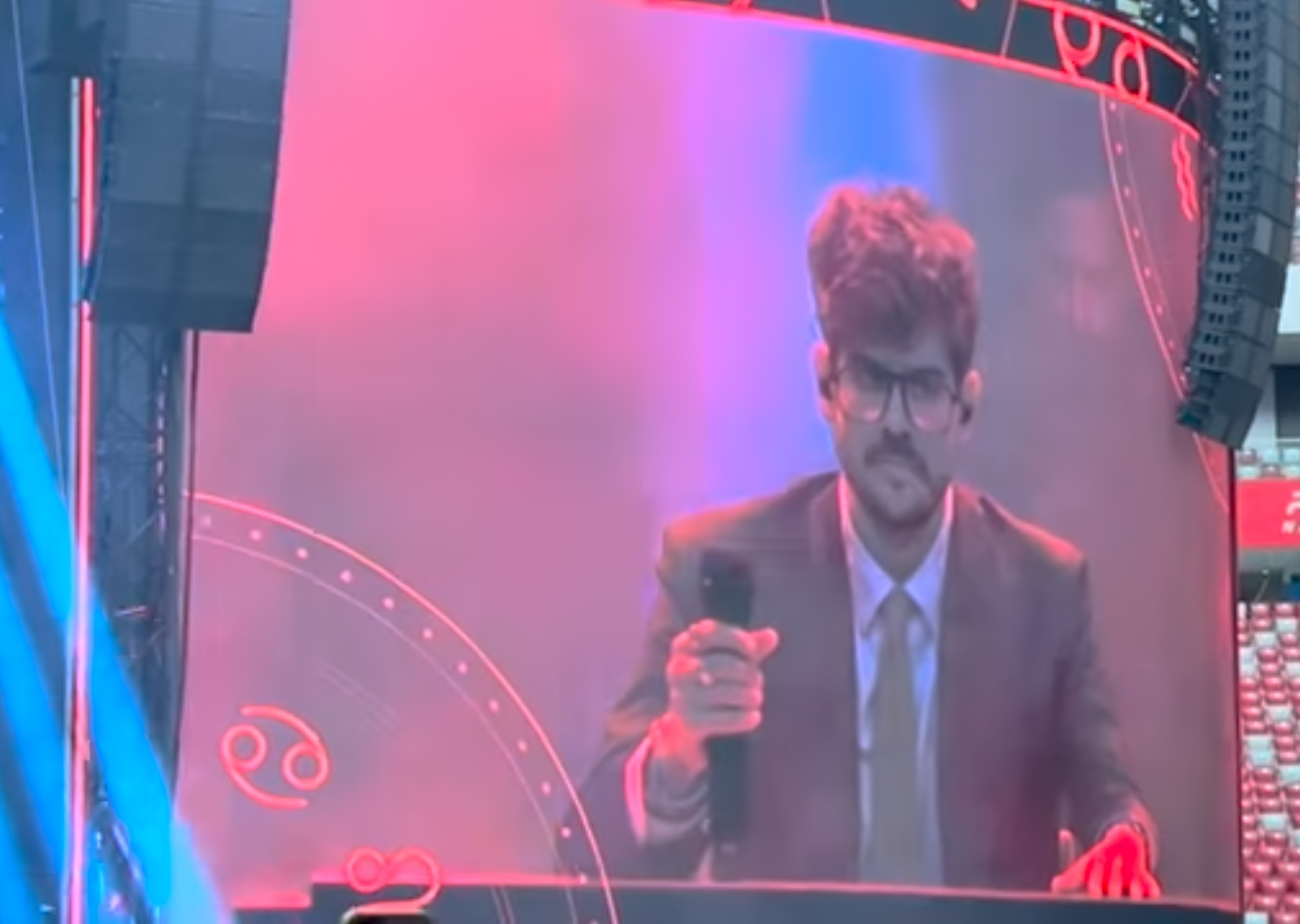
Taco Hemingway, PGE Narodowy (2024)

6 lutego 2025 roku nakładem brytyjskiego wydawnictwa Bloomsbury Academic ukazała się książka pt. Jarmark. Książka zgłębia znaczenie albumu Jarmark jako odpowiedź na kryzys w polskim społeczeństwie, w którym kraj jest podzielony co do swojej przyszłości, zarówno pod względem politycznym, jak i społecznym. W publikacji znajdują się również tekstowe i muzyczne analizy albumu. Wydawnictwo umiejscawia także karierę Hemingwaya w szerszym kontekście historii polskiego rapu, a także polskiej migracji. Dodatkowo, książka omawia wpływ albumu na popkulturę poprzez analizę jego krytycznego odbioru, sprzedaży, nagród i komentarzy w mediach społecznościowych.
Autorką książki jest Kamila Rymajdo, polsko-brytyjska badaczka kultury, dziennikarka i wykładowczyni, która mieszka na stałe w Manchesterze. Autorka tak tłumaczyła wybór akurat tego albumu na temat książki: "Na płycie Jarmark Taco Hemingway po raz pierwszy i ostatni tak mocno odniósł się do polskiej polityki, co czyni album wyjątkowym, chociaż nie zdobył uznania wśród krytyków i fanów. To, co go wyróżnia, to także próba eksplorowania nowych obszarów i eksperymentowanie z brzmieniem".
Książka jest częścią serii 33 1/3, znanej z analiz kultowych albumów muzycznych. Dotychczas w serii znalazły się analizy takich płyt jak Let It Be Beatlesów, OK Computer Radiohead czy To Pimp A Butterfly Kendricka Lamara. W ramach serii 33 1/3 wydawnictwa Bloomsbury ukazało się jak dotąd ponad 200 pozycji, ale żadna z nich nie opowiadała o polskiej rapowej płycie. Przed Taco Hemingwayem, jedynym polskim artystą, którego twórczość była analizowana w tej serii, był Czesław Niemen i jego płyta Enigmatic.

## Nagrody i wyróżnienia
Pomimo tego, że raper był wielokrotnie nagradzany, nie odebrał żadnej z przyznanych nagród i nie przykłada do nich większych wartości. W utworze „Pokédex” potwierdził to wersami „Nie odbiera człowiek głupich nagród. Nie skaczę po gali, jakbym wypił soczek z gumijagód”. Artysta w swojej karierze został pięciokrotnie nominowany do Nagrody Muzycznej Fryderyka w kategorii Album roku hip-hop, w tym trzykrotny laureat nagrody za album Umowa o dzieło, Szprycer oraz Soma 0.5 mg. Oprócz tego muzyk zdobył nominacje do nagrody Yach Film za utwór „6 zer” w kategorii Innowacja oraz nominacje do Paszportów Polityki w kategorii Muzyka Popularna. Wielokrotnie nominowany w wielu kategoriach w plebiscytach Onet – Najlepsi oraz Plebiscyt WuDoo & Hip-Hop. Pięciokrotnie nominowany do nagrody Cover awArts za Najlepszą okładkę roku, w tym dwukrotnie na pierwszym miejscu (za albumy Szprycer i Marmur) oraz dwa razy zajmował 2. miejsce (za albumy Trójkąt warszawski oraz Wosk). Został wybrany Człowiekiem roku według konkursu Wdechy 2015. Oprócz tego został Najpopularniejszym Polskim Artystą, a album Szprycer Najpopularniejszym Polskim Albumem w 2017 według statystyk serwisu muzycznego Spotify.

Nie odbiera człowiek głupich nagród, Nie skaczę po gali, jakbym wypił soczek z gumijagód, Zawsze pamiętaj, raper to Fifiego drugi zawód, Pierwszy to pisarz, który kiedyś tu obudzi naród.

W kwietniu 2018 raper otrzymał Fryderyka za album Szprycer. Tak jak w poprzednich latach, artysta nie zjawił się na odebraniu nagród, lecz w tym przypadku było to usprawiedliwione koncertem w Poznaniu. W październiku 2018 roku raper został nominowany do nagrody MTV Europe Music Awards w kategorii Najlepszy Polski wykonawca, jako grupa Taconafide. Według podsumowania 2018 roku przez Spotify, Soma 0,5 mg zajęła pierwsze miejsce w rankingu najczęściej słuchanych albumów, zaś Tamagotchi – pierwsze w zestawieniu najczęściej słuchanych utworów. Na liście najchętniej słuchanych wykonawców duet Taconafide zajął trzecie miejsce, zaś sam Taco pierwszą pozycje. Portal Glamrap.pl wybrał Taco Hemingway najlepszym raperem roku 2018. W 2019 udało mu się otrzymać aż siedem nominacji do nagrody Fryderyków, w tym w kategorii album roku hip-hopu, za albumy Café Belga i Soma 0.5 mg. Płyta Soma 0,5 mg okazała się laureatem plebiscytu. W tym samym roku otrzymał również aż 12 nominacji na gali Popkillerów 2019, zdobywając nagrodę za Grupa roku, Wydanie roku oraz Kooperacja roku. W październiku 2019 z Dawidem Podsiadło pojawił się na 10. miejscu na liście Najbardziej wpływowych Polaków 2019 według tygodnika „Wprost”. W 2020 po raz kolejny wygrał Fryderyka za album Pocztówka z WWA, lato ’19 w kategorii Album roku hip-hop, jako jedyny artysta który wygrał Fryderyka trzy razy z rzędu. Tego samego roku album Trójkąt warszawski został nominowany do Popkillerów 2020 w kategorii Album dekady. W 2021 uzyskał nominacje do nagrody Fryderyka w kategorii Utwór roku za singiel „Polskie tango”, tym samym stając się pierwszym raperem nominowanym w tej kategorii. W kwietniu 2021 został pierwszym polskim artystą, którego utwory zostały odtworzone ponad miliard razy na platformie streamingowej Spotify, a w grudniu 2023 jego utwory zostały odtworzone ponad 2 miliardy razy.

## Dyskografia
| Albumy studyjne - Marmur (2016) - Café Belga (2018) - Pocztówka z WWA, Lato '19 (2019) - Jarmark (2020) - Europa (2020) - 1-800-Oświecenie (2023) Albumy w ramach współpracy - Soma 0,5 mg (2018; w ramach Taconafide) - 0,25 mg (2018; w ramach Taconafide) - club2020 (2023, w ramach club2020) - club2020 Mixtape (2023, w ramach club2020) | Minialbumy - Young Hems (2013) - Trójkąt warszawski (2014) - Umowa o dzieło (2015) - Wosk (2016) - Szprycer (2017) - Flagey (2018) |

## Trasy koncertowe
- Następna stacja Tour (2015)
- Marmur Tour (2016)
- 2017 Tour (2017)
- Ekodiesel Tour (w ramach Taconafide) (2018)
- Café Belga Tour (2018)
- Pocztówka z Polski Tour (2020)
- 2020/2021/2022 Tour (2022)
- 1-800-Tour (2024)